# Carcinome lobulaire in situ
 Mise en garde médicale
Un carcinome lobulaire in situ (CLIS) est une zone de croissance anormale des cellules épithéliales d'un lobule du sein. Il peut se résorber ou rester stable, ou quelquefois évoluer vers un cancer du sein de type canalaire ou lobulaire, mais n'est pas considéré comme étant un cancer ni même un état pré-cancéreux. C'est un facteur de risque de cancer du sein invasif, bien qu'il soit regroupé parmi les carcinomes in situ du sein. C'est un indicateur de dépistage précoce du cancer du sein,. Il représente ainsi 10 à 15 % des carcinomes du sein in situ soit moins de 4 % de l’ensemble des cancers du sein.

## Diagnostic
Le carcinome lobulaire in situ est difficilement décelable à la mammographie ou lors d'examens cliniques. Sa présence est généralement révélée à l'occasion d'une biopsie effectuée pour d'autres raisons faisant suspecter un possible cancer.

## Prise en charge
La conduite proposée va de l'absence de traitement avec une simple surveillance à une gamme de traitement de type « tumorectomie simple sans curage et surveillance » jusqu'à une double mammectomie de précaution, selon la classification du carcinome et les facteurs de risques associés.
Aux États-Unis en 2015, une étude longitudinale constate le manque de connaissances sur le sujet, et analyse les modalités de prise en charge retenues et les évolutions sur une cohorte de 1060 patientes entre 1980 et 2009. Les femmes avaient choisi un simple suivi (78 %), un suivi avec hormonothérapie (16 %) ou une double mammectomie (5 %).

## Évolution
Dans les cas identifiés, l'évolution en cancer du sein invasif est de 10 à 30 % des cas selon les sources, avec une durée moyenne entre la détection et l'apparition du cancer supérieure à 15 ans, voire 25 ans.
L'étude longitudinale américaine déjà citée fait état des données suivantes :  hors mammectomies, apparition de cancer chez 15 % des femmes avec un délai médian de 81 mois (risque annuel de 2 %), se répartissant à peu près également entre trois formes (carcinome canalaire in situ 35 %, carcinome canalaire invasif 29 %, carcinome lobulaire invasif 27 %, autres 9 %), touchant soit le sein initialement atteint (63 %), le sein opposé (25 %) ou les deux (12 %). Chez ces patientes, les seuls facteurs discriminants semblent être le suivi d'une hormonothérapie (risque cumulé à 10 ans d'une forme de cancer du sein de 7 % contre 21 % sans) et dans une moindre mesure l'étendue du carcinome initial, sans influence identifiée des facteurs de risque usuellement pris en compte, tels que l'âge ou les antécédents familiaux.

## Correspondance entre classifications
Il ressortait des catégories LIN3 et quelquefois LIN2, classification abandonnée dans la classification 2012 de l'OMS des tumeurs du sein.